# Adolph Zukor
Adolph Zukor, né le 7 janvier 1873 et mort le 10 juin 1976 à l'âge de 103 ans, est un producteur de cinéma d'origine hongroise.
Il fait partie de ces hommes qui ont contribué à la légende hollywoodienne. Il est l'un des cofondateurs de la Paramount Pictures avec Jesse L. Lasky.
Il se retire en 1959 nommé président honoraire et il le restera jusqu'à sa mort.

## Biographie

### Enfance

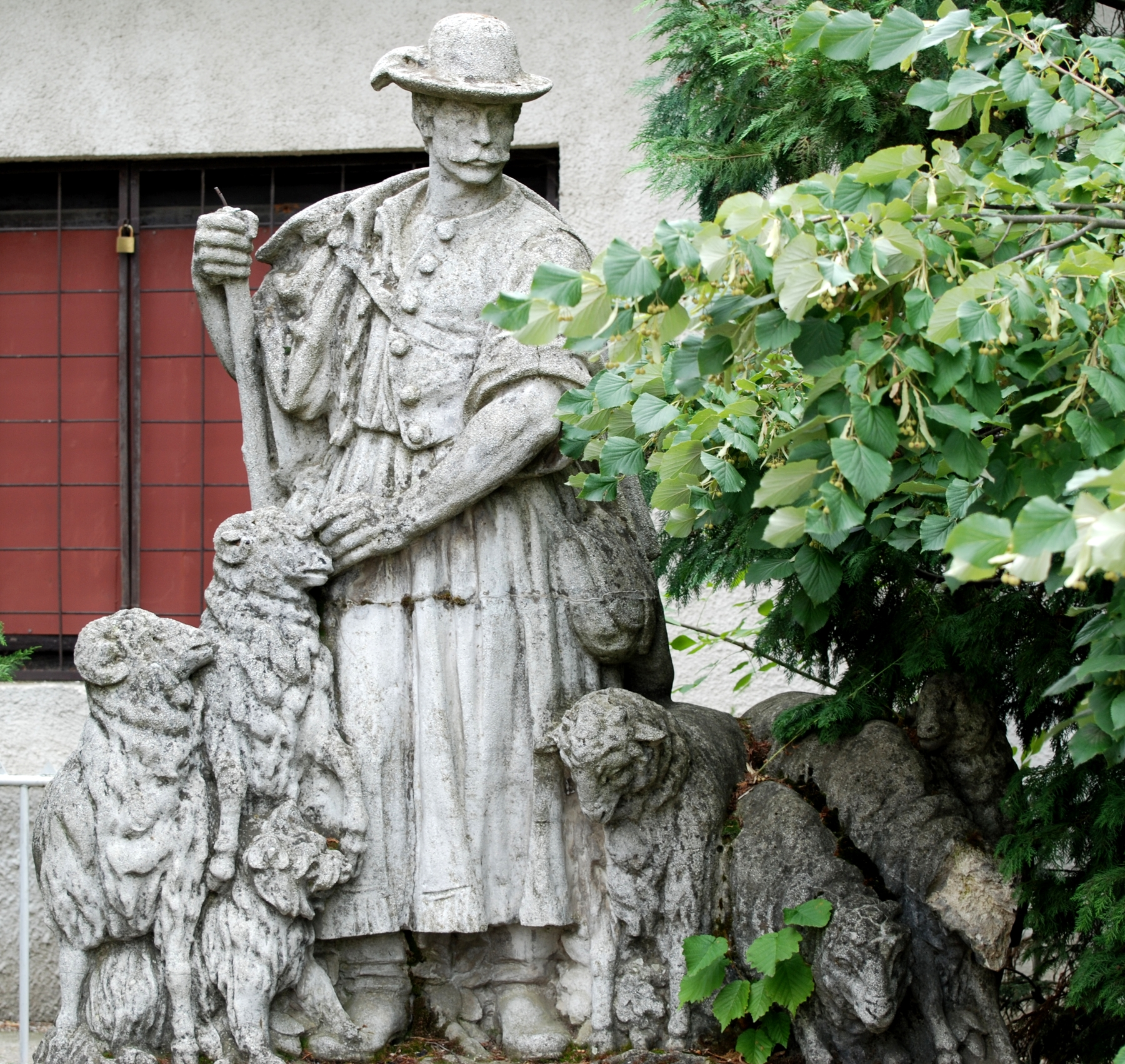
Présent d'Adolph Zukor à Ricse, sa ville natale.

Adolph Zukor naît en 1873 à Ricse en Hongrie d'un père épicier et d'une mère fille de rabbin. En plus de tenir son épicerie qu'il a monté de ses mains, son père cultive des champs voisins pour subvenir un peu mieux aux besoins de sa famille. Ce dernier meurt un an après la naissance d'Adolph après s'être rompu une veine en soulevant une charge trop lourde. Sa mère se retrouve seule avec le petit garçon et son frère plus âgé de deux ans. Ayant une santé fragile, elle ne peut assurer le travail qu'accomplissait son mari et décide de se remarier peu de temps après. Elle meurt finalement sept ans plus tard, Adolph a huit ans. Lui et son frère partent vivre dans un village voisin, chez le frère de leur mère qui est rabbin.
Contrairement à son frère qui est brillant, Adolph est un élève moyen qui ne ressent aucune vocation particulière. À douze ans, il est placé en apprentissage dans une étude d'un hameau à quinze kilomètres de Ricse afin de devenir clerc de notaire. Il s'attèle sans rechigner au travail qui lui est soumis jusqu'à la fin de sa formation qui lui permettra d'être promu clerc. Cette perspective de carrière à deux dollars par mois ne l'enthousiasme pas. Une autre idée germe dans sa tête. Dans le village où il vit, des lettres écrites par des immigrés aux États-Unis passent de mains en mains. Leur lecture ainsi que celle de livres sur l'Amérique, lui laisse présager un avenir plus reluisant que ce qui semble l'attendre en Hongrie. À quatorze ans sa décision de partir aux États-Unis est prise mais le prix du voyage semble compromettre son souhait.
En 1888, Adolph Zukor finit sa formation et décide d'écrire une lettre au curateur de la fondation d'orphelins dont il dépend. En effet malgré la vie difficile en Hongrie, les orphelins bénéficient d'une rente prélevée sur la succession des parents décédés et mise de côté à leur profit. Dans cette lettre, le jeune homme supplie de lui accorder les fonds nécessaires pour rejoindre ce pays qui le fait rêver. Sa requête est finalement acceptée et l'argent qui doit lui revenir est confié à son frère qui suit des cours à l'université de Berlin. Adolph se voit remettre simplement un billet de train pour rejoindre son frère en Allemagne et un peu d'argent de poche. Une fois sur place, son frère lui achète un billet pour un navire et change le reste de l'argent en monnaie américaine. Les quarante dollars restant sont alors cousus dans son gilet pour éviter qu'ils lui soient volés ou qu'il ne les perde.

### Le rêve américain

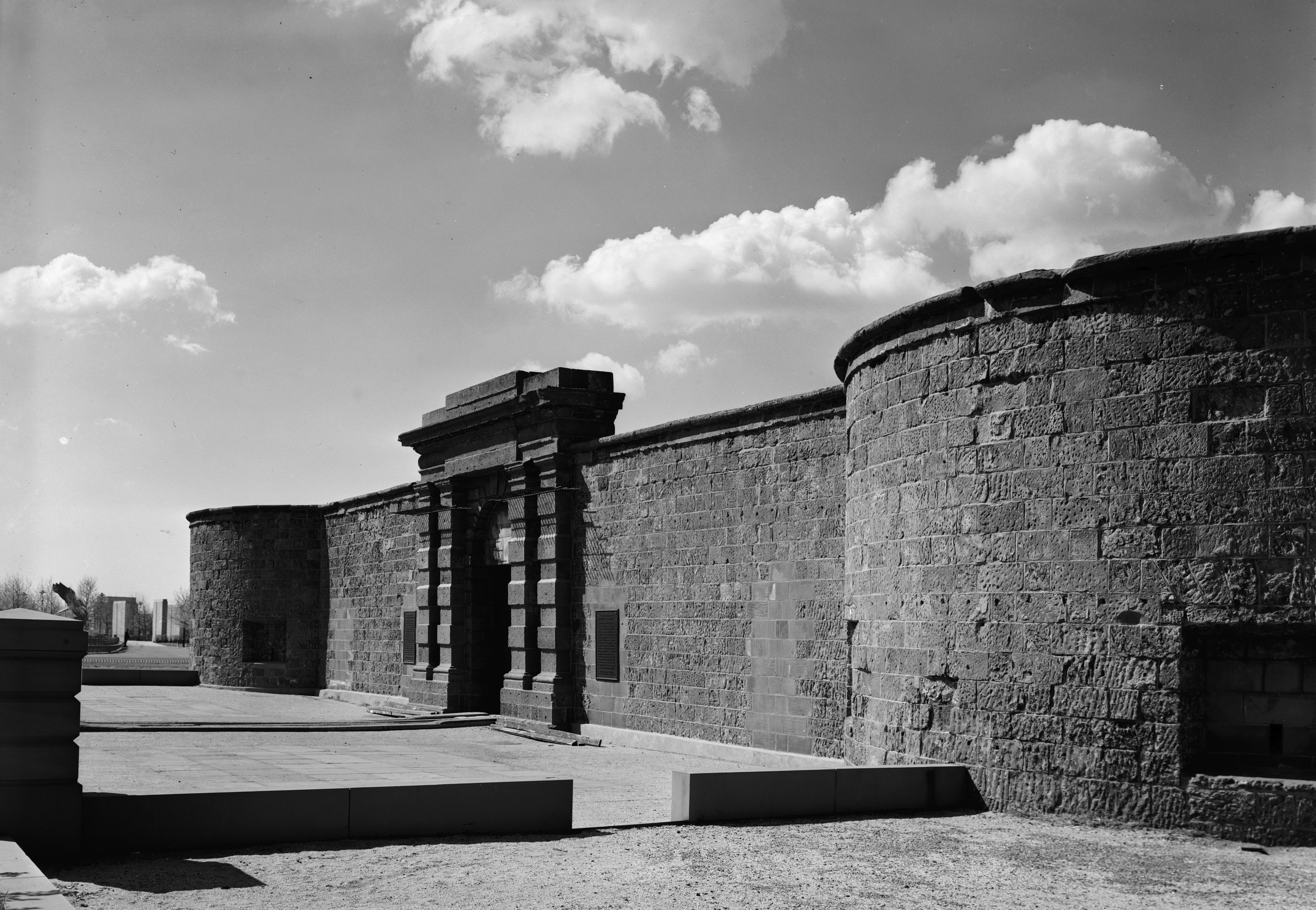
Le Castle Clinton National Monument, où les immigrés de la fin du XIXe siècle débarquaient.

C'est au cours de cette même année 1888 qu'Adolph Zukor pose le pied sur le sol des États-Unis. Il a quinze ans quand il débarque à Castle Garden avec tous les immigrés venant d'Europe. Avant de partir il avait pris soin de noter l'adresse d'amis de ses parents déjà installés à New York qui l'accueillent à bras ouverts.
Quelques jours après son arrivée, Adolph Zukor travaille dans un magasin de tapisserie d'ameublement à deux dollars la semaine. Peu de temps après, il rencontre une de ses connaissances de Hongrie. Le frère de ce jeune garçon procure à Adolph un emploi d'apprenti dans un magasin de fourrure où il est payé deux fois plus. Le jeune garçon s'acclimate parfaitement à sa nouvelle vie qu'il partage avec d'autres garçons de son âge avec le même parcours. Ayant toujours eu l'habitude de faire l'école du soir en Hongrie, il en fait de même aux États-Unis en s'inscrivant afin de se perfectionner dans son nouveau métier. En quelques années, il maîtrise parfaitement le négoce de la fourrure et part à Chicago pour lancer son propre commerce. À dix-neuf ans, il « roule sur l'or ».
Par l'intermédiaire d'un de ses collaborateurs, Morris Kohn, Adolph Zukor fait la connaissance de Lottie Kaufman, une jeune femme née également dans une région rurale de Hongrie. Ils se marient le 10 janvier 1897. À la même période Zukor et Kohn s'associent en créant la manufacture de fourrures Kohn & Company. En 1900, la manufacture se délocalise pour New York, au coin de la 111e rue et la Septième Avenue, près de chez un fourreur dont Kohn avait fait la connaissance lors d'un de ses voyages d'affaires, Marcus Loew. C'est le début d'une grande amitié entre Zukor et Loew.

### Son entrée dans le divertissement

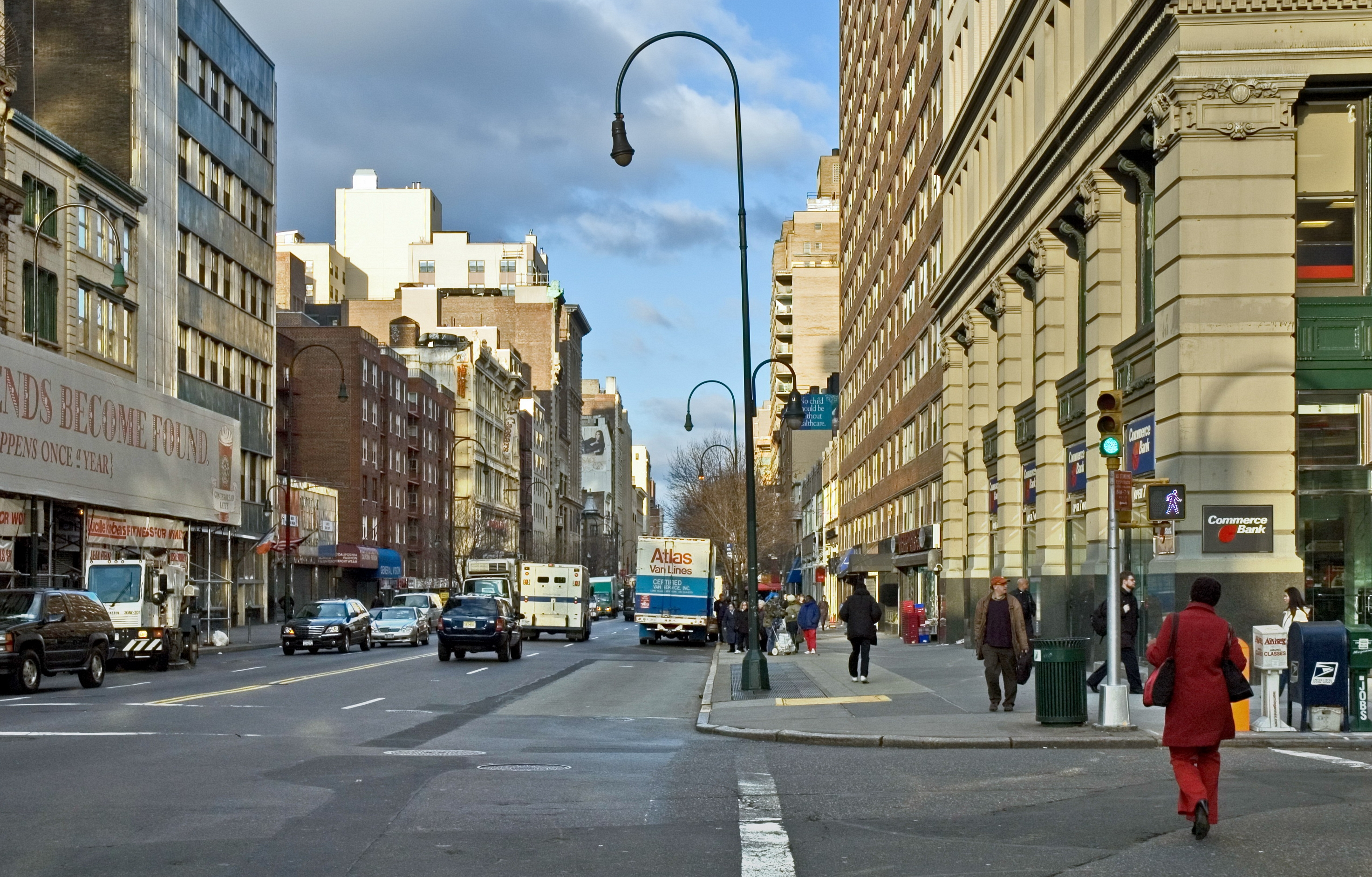
La 14e rue de New York, où Zukor et ses associés s'implantent.

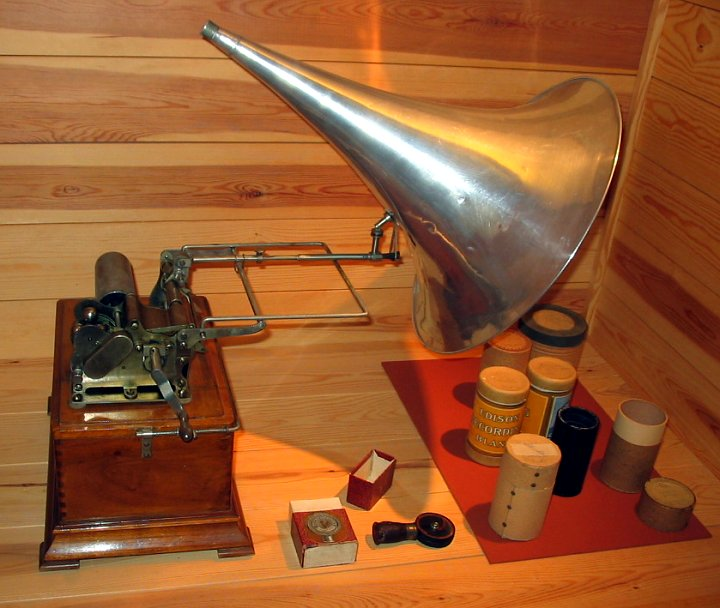
Le phonographe, premier atout des « Penny Arcades ».

En 1903, Deux ans après son retour à New York, Adolph Zukor songe à diversifier ses activités en se penchant sur une nouveauté de l'époque appelée « Penny Arcade » dont le principe est de visionner un court film pour un cent. Il fait alors la connaissance de Mitchell Mark, propriétaire d'un de ces établissements et s'associe avec lui afin d'ouvrir sa première arcade. En la même année, après un investissement de 75 000 $, Zukor, Kohn et Mitchell inaugurent l'Automatic Vaudeville Company sur la 14e rue, marquant le début d'une conquête. Dans le local sont installés plus d'une centaine d'appareils dont 60 % sont des phonographes car même avec des kinétoscopes en possession, il est encore compliqué de se procurer une quantité suffisante de films pour les mettre en avant. Des machines à bonbons ainsi que des équipements sportifs (comme un punching ball) et un stand de tir sont également installées pour attirer et diversifier les clients qui n'ont qu'a débourser un penny pour n'importe quelle de ces activités. Cette entreprise est un vrai succès, rapportant entre quatre cents et sept cents dollars par jour. À la fin de l'année 1903, Zukor et Kohn se débarrassent de leur affaire de fourrure afin de se concentrer pleinement sur leur nouvelle activité et mettent en place avec leurs autres associés des succursales à Newark, Philadelphie et Boston. Forts du succès de leurs « Nickelodeons », les associés font aménager le premier étage de leur Arcade de la 14e rue en salle de cinéma, le Crystal Hall.
En 1905, Zukor est un homme de spectacle à plein temps. Pour faire fructifier son « commerce », il met en place des formules permettant de diversifier ses spectacles tels que les Hale's Scenic Tours ou l'Humanova le tout entrecoupé d'entractes avec chanteurs. Plus le temps passe et moins en moins de monde se déplace pour assister à ces projections. Cette baisse de fréquentation est principalement due au fait que très peu de films sont fabriqués pour l'usage que Zukor en fait et que les gens se lassent de voir continuellement les mêmes productions. Pour retrouver le succès, ces projections sont transformés en véritable spectacles de music-hall visant un public familial.
Fort de leur nouveau succès, Zukor et ses associés s'unissent à Marcus Loew qui s'est imposé dans le music-hall après avoir également souffert du manque de perspective du cinéma. Ensemble, ils créent en 1910 la Loew's Consolidated Enterprises avec Loew en tant que président, Zukor assurant le rôle de trésorier et Nicholas Schenck remplissant le rôle de secrétaire. En 1912, ils contrôlent une importante chaîne de théâtres dont l'American Music Hall situé sur la 42e rue.
Malgré cette réussite, Adolph Zukor aspire à mieux. Dans sa tête trotte l'idée de films plus long que ceux réalisés à ce moment et qui sont arbitrairement limités à une ou deux bobines par la Motion Picture Patents Company, le consortium contrôlant l'industrie naissante du cinéma.

### Le cinéma

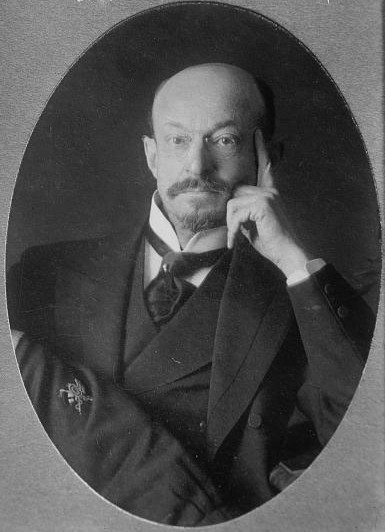
Daniel Frohman fit confiance à Zukor en acceptant de projeter son long métrage.

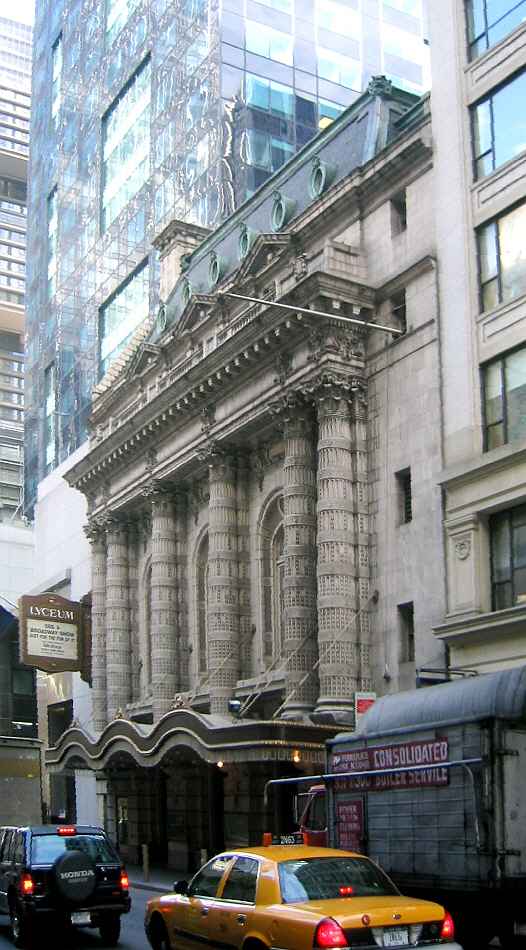
Le Lyceum Theatre, où eut lieu la première de La Reine Élisabeth.

En 1903, il s'implique dans l'industrie cinématographique lorsque son cousin, Max Goldstein, lui demande un prêt pour investir dans une chaîne de cinémas.
Lors d'une conversation, il apprend d'Edwin S. Porter que Louis Mercanton, un réalisateur français veut réaliser un film en quatre bobines mais, que faute d'argent, le projet est sur le point d'être retardé. Zukor voit alors en cette situation l'opportunité d'assouvir son obsession de long métrage et prend contact avec l'agent américain de Mercanton. Après négociation et la vente de ses parts de la société de Loew, Zukor acquiert les droits de distribution du film pour les États-Unis pour 40 000 $ et avance l'argent nécessaire pour la reprise du tournage.
Le film terminé, se pose le problème de le diffuser. Adolph Zukor entre en contact avec Daniel Frohman, un producteur et propriétaire de théâtres de Broadway, afin de lui proposer d'organiser une projection de La Reine Élisabeth avec Sarah Bernhardt en vedette. Bernardt est l'actrice la plus célèbre du moment et la perspective de présenter un film avec elle persuade Frohman d'organiser une avant-première dans son Lyceum Theatre. Le film rencontre un grand succès, amenant au cinéma des spectateurs aisés alors que la classe moyenne en était auparavant la cible. La réussite commerciale du film marque également un tournant pour les comédiens de l'époque. Avant La Reine Élisabeth, il était indigne pour eux de jouer dans un film, le cinéma étant considéré comme la distraction des incultes et voué à disparaitre. La présence de Sarah Bernhardt dans un film change la mentalité des comédiens qui estiment désormais que si une star comme elle le fait, pourquoi pas eux ?
Ce revirement d'opinion vis-à-vis du cinéma alimente un peu plus l'ambition d'Adolph Zukor : faire des films avec de grands acteurs jouant leurs meilleurs rôles théâtraux, comme l'a déjà fait la Comédie-Française. C'est ainsi que Zukor donne naissance au studio Famous Players in Famous Plays (« Comédiens connus dans des pièces connues »). Son équipe est alors composée de Edwin S. Porter en tant que réalisateur en chef et responsable de la photographie, Al Lichtman qui est chargé de vendre le film La Reine Élisabeth à travers le pays, B. P. Schulberg qui est le responsable de la publicité et Albert Kaufman qui prend la fonction de directeur général.

### 1913, les premières productions et les premières vedettes

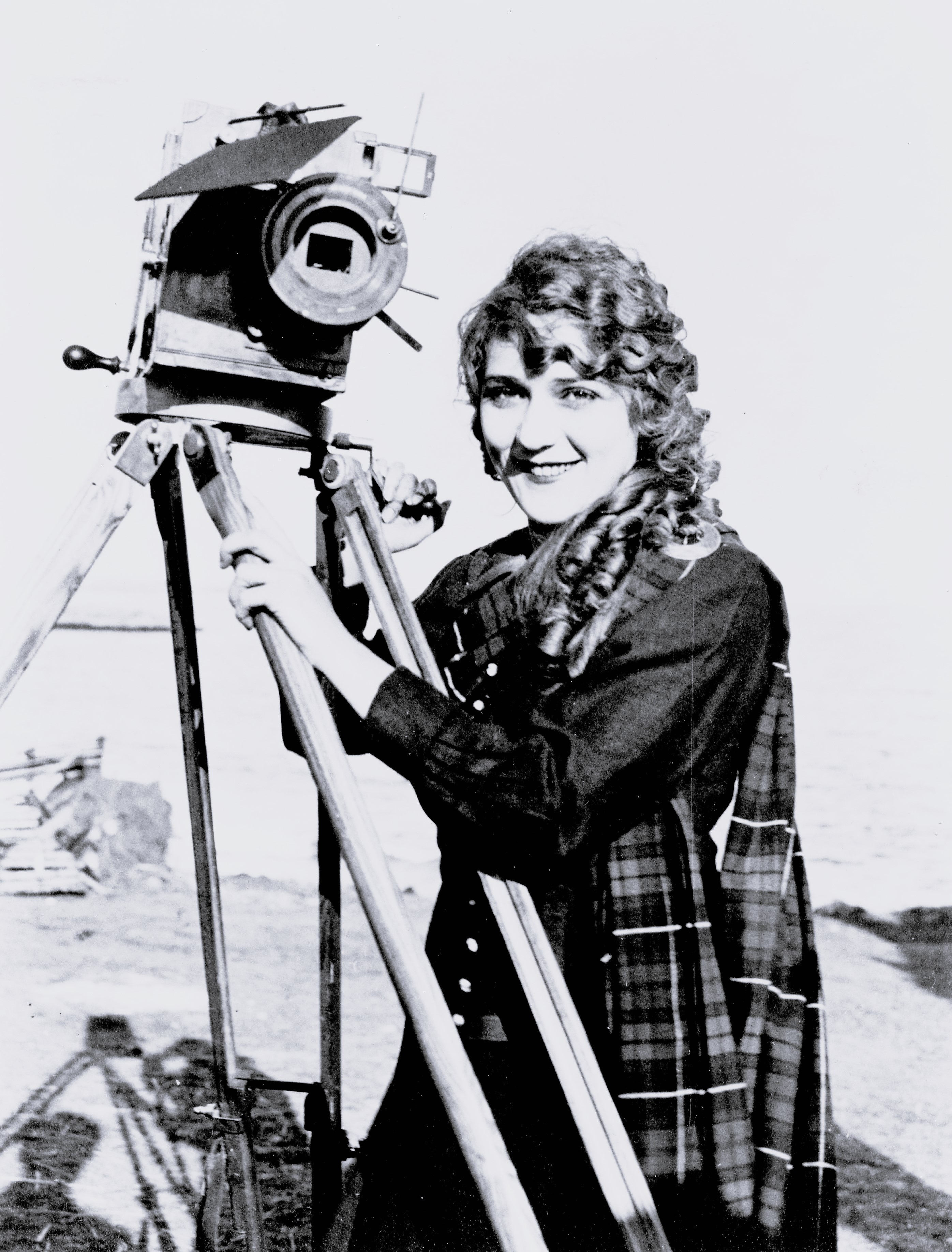
Mary Pickford, la première vedette d'Adolph Zukor.

Pour lancer sa nouvelle société, Adolph Zukor décide de faire des versions filmés de deux succès théâtraux : Le Comte de Monte-Cristo et Le Prisonnier de Zenda. Un budget de 50 000 $ est mis à disposition de Edwin S. Porter et Hugh Ford pour faire Le Prisonnier de Zenda, ce qui représente presque quatre fois le budget d'un film de cette époque,. En effet pour convaincre les acteurs de jouer pour le cinéma, le studio leur débourse entre 50 et 200 dollars par semaine selon l'importance des rôles en plus des 1 200 hebdomadaire de James K. Hackett, la vedette du film. Suivent alors plusieurs productions qui mettent en avant des vedettes de la scène telle que Lillie Langtry ou Minnie Maddern Fiske. Après ses premiers succès, Adolph Zukor oriente ses choix d'acteurs vers de plus jeunes. Il lance alors la carrière cinématographique de John Barrymore, un talent de Broadway de 31 ans, dans le film An American Citizen de J. Searle Dawley. Dans cette optique de rajeunir le casting de ses films, Zukor engage une jeune actrice de 20 ans déjà reconnu dans le métier : Mary Pickford. Le premier film de Pickord pour la Famous Players in Famous Plays est Un bon petit diable mais Zukor, estimant le résultat peu convaincant, choisit de le sortir après les trois films suivants de l'actrice (In the Bishop's Carriage, Caprice et Hearts Adrift). Malgré cette manœuvre, les premiers films de Mary Pickford sont des déceptions au box-office. C'est finalement avec le film suivant, Tess au pays des tempêtes, que Pickford devient la star de Zukor. Le studio, qui s'appelle désormais Famous Players, compte dans ses rangs un vivier de talents avec Marguerite Clark, Pauline Frederick, Marie Doro, Harold Lockwood ou encore Jack Pickford (le frère de Mary).

### Naissance de la Paramount

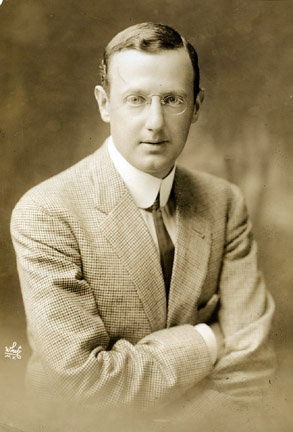
Jesse L. Lasky devient l'associé d'Adolph Zukor en 1915.

La Famous Players, avec une trentaine de films produit par an, a fait du long-métrage (allant de quatre à six bobines) la nouvelle norme. Cependant le système de distribution, passant par différents intermédiaires pour chaque région, n'est pas assez rentable pour les producteurs. C'est ainsi que W. W. Hodkinson propose aux producteurs comme Zukor, Jesse L. Lasky, Oliver Morosco ou Hobart Bosworth, une méthode de distribution nationale géré par sa société, la Paramount Pictures Corporation. Adolph Zukor, persuadé par la future réussite de ce nouveau système de distribution, parvient à acheter 10 % des parts de cette société, en attendant mieux.

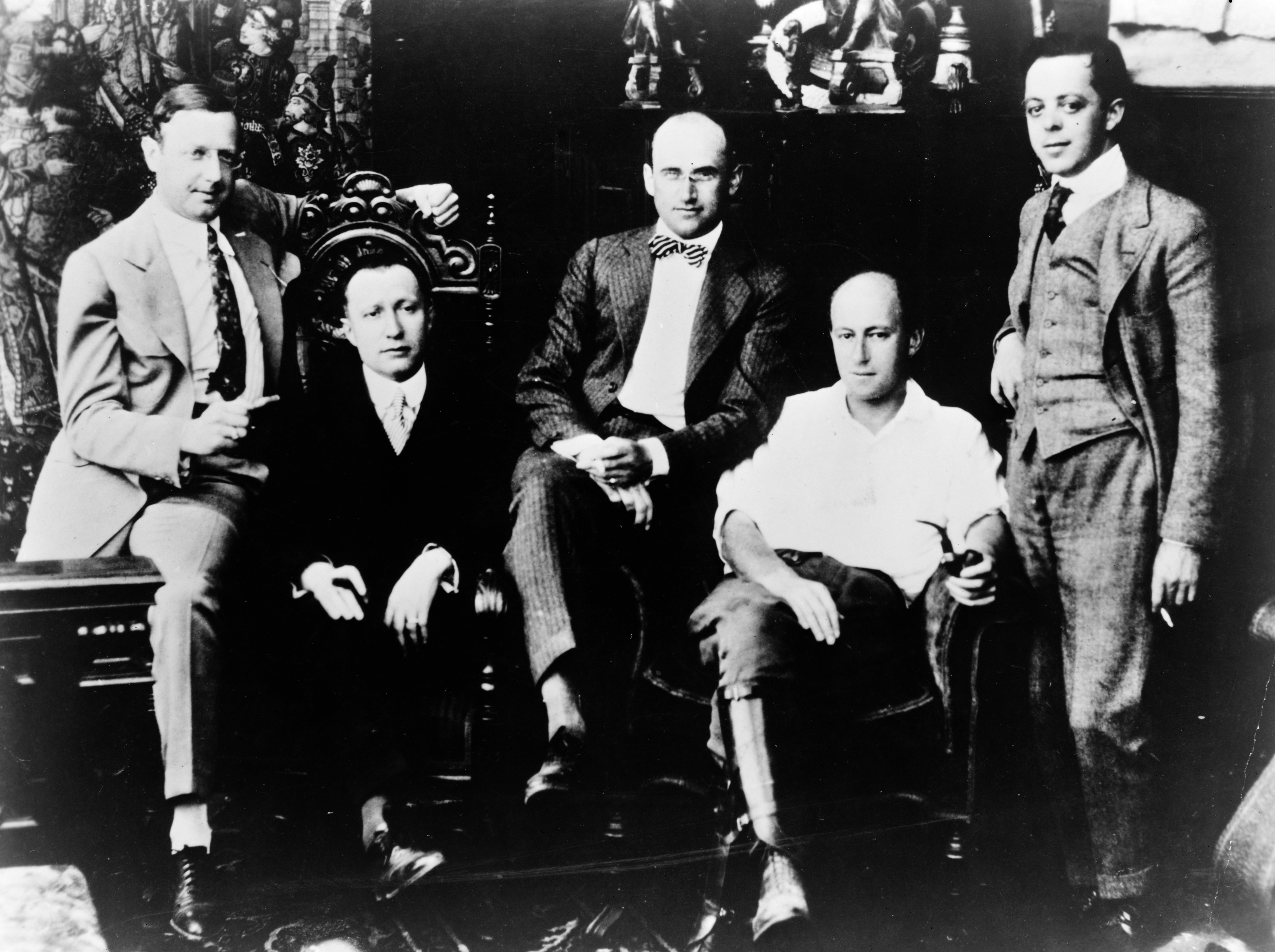
Photo publicitaire pour le lancement de la Paramount Pictures. De gauche à droite : Jesse L. Lasky, Adolph Zukor, Samuel Goldwyn, Cecil B. DeMille et Albert Kaufman.

Le projet de Zukor est de développer son studio afin d'assurer la production et la distribution de ses propres films. Mais son ambition est freinée en 1915 quand un incendie ravage les studios de la 26e rue avec ses équipements, cependant les films inédits du studios sont sauvés grâce à un employé qui les avait stockés dans un coffre-fort supportant de hautes chaleurs. Zukor achète alors une école d'équitation sur la 56e rue afin de la transformer en studio et ainsi reprendre rapidement son activité.
Durant l'été 1916, Jesse L. Lasky et Adolph Zukor décident de s'unir en fusionnant la Jesse L. Lasky Feature Company avec la Famous Players, malgré une légère divergence d'opinion entre Zukor et Lasky. En effet, Zukor met l'accent sur les vedettes qui jouent dans ses films car il pense que le public se déplace pour eux alors que pour Lasky, c'est le scénario qui est le plus important. La fusion se fait de manière équitable, chacun obtenant une part égale de la nouvelle société. La Famous Players-Lasky Corporation est née, Adolph Zukor prenant le fauteuil de président et Jesse L. Lasky,.
Voulant tout contrôler, Adolph Zukor commence alors sa manœuvre pour prendre le contrôle de la Paramount Pictures Corporation. Avec le soutien d'Otto Kahn, un « mécène » de Wall Street, il réussit à convaincre les associés de Hodkinson de vendre leurs parts de la société de distribution à la Famous Players-Lasky. W.W. Hodkinson, n'étant plus l'homme fort de sa propre société, cède également ses parts.

## Filmographie
La filmographie est issue de IMDb.

### Films muets
| Année | Film                          | Titre original                 | Remarque                       | Vedette            | Réalisateur(s)                     |                 |
| ----- | ----------------------------- | ------------------------------ | ------------------------------ | ------------------ | ---------------------------------- | --------------- |
| 1912  | La Reine Élisabeth            |                                |                                | Sarah Bernhardt    | Henri Desfontaines Louis Mercanton |                 |
| 1912  | Resurrection                  |                                |                                |                    |                                    |                 |
| 1913  | Le Prisonnier de Zenda        | The Prisoner of Zenda          |                                | James K. Hackett   | Hugh Ford Edwin S. Porter          |                 |
| 1913  | Le Comte de Monte-Cristo      | The Count of Monte Cristo      | non crédité                    | James O'Neill      | Joseph A. Golden Edwin S. Porter   |                 |
| 1914  | Le Clan des aigles            | The Eagle's Mate               |                                | Mary Pickford      | James Kirkwood Sr.                 |                 |
| 1915  | The Eternal City              |                                |                                | Pauline Frederick  | Hugh Ford Edwin S. Porter          |                 |
| 1917  | Pauvre petite fille riche     | The Poor Little Rich Girl      |                                | Mary Pickford      | Maurice Tourneur                   |                 |
| 1917  | Les Étapes du bonheur         | The Rise of Jenny Cushing      |                                | Elsie Ferguson     | Maurice Tourneur                   |                 |
| 1917  | Bab's Burglar                 |                                |                                | Marguerite Clark   | J. Searle Dawley                   |                 |
| 1918  | Les Yeux morts                | Rose of the World              |                                | Elsie Ferguson     | Maurice Tourneur                   |                 |
| 1918  | The Lie                       |                                | Producteur                     | Elsie Ferguson     | J. Searle Dawley                   |                 |
| 1918  | À chacun sa vie               | Amarilly of Clothes-Line Alley | Producteur délégué non crédité | Mary Pickford      | Marshall Neilan                    |                 |
| 1918  | My Cousin                     |                                |                                | Enrico Caruso      | Edward José                        |                 |
| 1919  | The Misleading Widow          |                                |                                | Billie Burke       | John S. Robertson                  |                 |
| 1919  | The Teeth of the Tiger        |                                |                                | David Powell       | Chester Withey                     |                 |
| 1919  | Veuve par procuration         | Widow by Proxy                 |                                | Marguerite Clark   | Walter Edwards                     |                 |
| 1920  | Docteur Jekyll et M. Hyde     | Dr Jekyll and Mr. Hyde         | non crédité                    | John Barrymore     | John S. Robertson                  |                 |
| 1920  | Away Goes Prudence            |                                |                                | Billie Burke       | John S. Robertson                  |                 |
| 1921  | The Idol of the North         |                                |                                | Dorothy Dalton     | Roy William Neill                  |                 |
| 1921  | Lulu Cendrillon               | Miss Lulu Bett                 |                                | Lois Wilson        | William C. de Mille                |                 |
| 1922  | Love's Boomerang              |                                | Producteur délégué             | Ann Forrest        | John S. Robertson                  |                 |
| 1922  | Nice People                   |                                | Producteur délégué             | Wallace Reid       | William C. de Mille                |                 |
| 1922  | Le Favori d'un roi            | To Have and to Hold            | Producteur délégué             | Betty Compson      | George Fitzmaurice                 |                 |
| 1922  | Luxure                        | A Daughter of Luxury           | Producteur délégué             | Agnes Ayres        | Paul Powell                        |                 |
| 1923  | Cruel sacrifice               | The Rustle of Silk             |                                | Betty Compson      | Herbert Brenon                     |                 |
| 1923  | Zaza                          |                                | Producteur délégué             | Gloria Swanson     | Allan Dwan                         |                 |
| 1923  | Woman-Proof                   |                                | Producteur délégué             | Thomas Meighan     | Alfred E. Green                    |                 |
| 1923  | His Children's Children       |                                |                                | Bebe Daniels       | Sam Wood                           |                 |
| 1924  | The Next Corner               |                                |                                | Conway Tearle      | Sam Wood                           |                 |
| 1924  | Unguarded Women               |                                |                                | Bebe Daniels       | Alan Crosland                      |                 |
| 1924  | The Man Who Fights Alone (en) |                                |                                | Producteur délégué | William Farnum                     | Wallace Worsley |
| 1924  | Dangerous Money               |                                |                                | Bebe Daniels       | Frank Tuttle                       |                 |
| 1924  | L'Hacienda rouge              | A Sainted Devil                | Producteur délégué             | Rudolph Valentino  | Joseph Henabery                    |                 |
| 1924  | Peter Pan                     |                                | Producteur délégué             | Betty Bronson      | Herbert Brenon                     |                 |
| 1925  | Too Many Kisses               |                                |                                | Richard Dix        | Paul Sloane                        |                 |
| 1925  | The Manicure Girl             |                                | Producteur délégué             | Bebe Daniels       | Frank Tuttle                       |                 |
| 1925  | In the Name of Love           |                                |                                | Ricardo Cortez     | Howard Higgin                      |                 |
| 1925  | Le Fils prodigue              | The Wanderer                   | non crédité                    | Greta Nissen       | Raoul Walsh                        |                 |
| 1925  | Blanco, cheval indompté       | Wild Horse Mesa                |                                | Jack Holt          | George B. Seitz                    |                 |
| 1925  | Le Prix d'une folie           | The Coast of Folly             | Producteur délégué             | Gloria Swanson     | Allan Dwan                         |                 |
| 1925  | Détresse                      | That Royle Girl                |                                | Carol Dempster     | D. W. Griffith                     |                 |
| 1926  | The Enchanted Hill            |                                |                                | Jack Holt          | Irvin Willat                       |                 |
| 1926  | Sea Horses                    |                                |                                | Jack Holt          | Allan Dwan                         |                 |
| 1926  | Desert Gold                   |                                |                                | Neil Hamilton      | George B. Seitz                    |                 |
| 1926  | Wet Paint                     |                                |                                | Raymond Griffith   | Arthur Rosson                      |                 |
| 1926  | Beau Geste                    |                                |                                | Ronald Colman      | Herbert Brenon                     |                 |
| 1926  | Les Dieux de bronze           | Tin Gods                       |                                | Thomas Meighan     | Allan Dwan                         |                 |
| 1926  | Gatsby le Magnifique          | The Great Gatsby               |                                | Warner Baxter      | Herbert Brenon                     |                 |
| 1927  | Le Petit Frère                | The Kid Brother                | non crédité                    | Harold Lloyd       | Ted Wilde J.A. Howe                |                 |
| 1927  | New York                      |                                |                                | Ricardo Cortez     | Luther Reed                        |                 |
| 1927  | Le Coup de foudre             | It                             | Producteur délégué             | Clara Bow          | Clarence G. Badger                 |                 |
| 1927  | Love's Greatest Mistake       |                                |                                | Evelyn Brent       | A. Edward Sutherland               |                 |
| 1927  | Un Homme en habit             | Evening Clothes                | Producteur délégué             | Adolphe Menjou     | Luther Reed                        |                 |
| 1927  | Frivolités                    | Fashions for Women             |                                | Esther Ralston     | Dorothy Arzner                     |                 |
| 1927  | L'As des PTT                  | Special Delivery               |                                | Eddie Cantor       | Roscoe Arbuckle (William Goodrich) |                 |
| 1927  | Les Enfants du divorce        | Children of Divorce            |                                | Clara Bow          | Frank Lloyd                        |                 |
| 1927  | Señorita                      |                                |                                | Bebe Daniels       | Clarence G. Badger                 |                 |
| 1927  | Raymond veut se marier        | Time to Love                   |                                | Raymond Griffith   | Frank Tuttle                       |                 |
| 1927  | Au service de la loi          | The Last Outlaw                |                                | Gary Cooper        | Arthur Rosson                      |                 |
| 1927  | Sapeurs sans reproche         | Fireman, Save My Child         | Producteur délégué             | Wallace Beery      | A. Edward Sutherland               |                 |
| 1927  | Nevada                        |                                |                                | Gary Cooper        | John Waters                        |                 |
| 1927  | L'Insurgé                     | Jesse James                    | Producteur délégué             | Fred Thomson       | Lloyd Ingraham                     |                 |
| 1927  | Monsieur... Mademoiselle      | She's a Sheik                  |                                | Bebe Daniels       | Clarence G. Badger                 |                 |
| 1927  | Le Prince aux gondoles        | Honeymoon Hate                 |                                | Florence Vidor     | Luther Reed                        |                 |
| 1927  | Il faut que tu m'épouses      | Get Your Man                   |                                | Clara Bow          | Dorothy Arzner                     |                 |
| 1927  | Le Don Juan du cirque         | Two Flaming Youths             | Producteur délégué             | W. C. Fields       | John Waters                        |                 |
| 1928  | Mariage à l'essai             | Half a Bride                   |                                | Gary Cooper        | Gregory La Cava                    |                 |
| 1928  | Crépuscule de gloire          | The Last Command               |                                | Emil Jannings      | Josef von Sternberg                |                 |
| 1928  | Rien que l'amour              | Doomsday                       |                                | Florence Vidor     | Rowland V. Lee                     |                 |
| 1928  | Feel My Pulse                 |                                |                                | Bebe Daniels       | Gregory La Cava                    |                 |
| 1928  | Les Pilotes de la mort        | The Legion of the Condemned    |                                | Gary Cooper        | William A. Wellman                 |                 |
| 1928  | Épouvante                     | Something Always Happens       |                                | Esther Ralston     | Frank Tuttle                       |                 |

### Films parlants
| Année | Film                      | Titre original            | Remarque                       | Vedette(s)                            | Réalisateur(s)                        |
| ----- | ------------------------- | ------------------------- | ------------------------------ | ------------------------------------- | ------------------------------------- |
| 1928  | Les Mendiants de la vie   | Beggars of Life           | Producteur délégué             | Wallace Beery                         | William A. Wellman                    |
| 1928  | La Symphonie nuptiale     | The Wedding March         | Producteur délégué             | Erich von Stroheim                    | Erich von Stroheim                    |
| 1928  | Manhattan Cocktail        |                           |                                | Nancy Carroll                         | Dorothy Arzner                        |
| 1929  | Le Peau-rouge             | Redskin                   | Producteur délégué non crédité | Richard Dix                           | Victor Schertzinger                   |
| 1929  | Traffic Regulations       |                           |                                | Donald Ogden Stewart                  |                                       |
| 1929  | Humorous Flights          |                           |                                | Donald Ogden Stewart                  | Fred Fleck                            |
| 1929  | Noix de coco              | The Cocoanuts             | Producteur délégué             | Marx Brothers                         | Robert Florey Joseph Santley          |
| 1929  | La Chanson de Paris       | Innocents of Paris        | Producteur délégué             | Maurice Chevalier                     | Richard Wallace                       |
| 1929  | High Hat                  |                           |                                | Alice Boulden                         | Joseph Santley                        |
| 1929  | The Plasterers            |                           |                                |                                       | Monte Brice                           |
| 1930  | Dangerous Paradise        |                           | Producteur délégué             | Nancy Carroll                         | William A. Wellman                    |
| 1930  | Le Vagabond roi           | The Vagabond King         |                                | Dennis King                           | Ludwig Berger                         |
| 1930  | Paramount on Parade       |                           |                                | Les « talents » de Paramount Pictures | Les « talents » de Paramount Pictures |
| 1930  | Let's Go Native           |                           | Producteur délégué             | Jack Oakie                            | Leo McCarey                           |
| 1931  | Docteur Jekyll et M. Hyde | Dr Jekyll and Mr. Hyde    | Producteur délégué non crédité | Fredric March                         | Rouben Mamoulian                      |
| 1932  | Shanghaï Express          |                           | Producteur délégué non crédité | Marlène Dietrich                      | Josef von Sternberg                   |
| 1934  | Shoot the Works           |                           |                                | Jack Oakie                            | Wesley Ruggles                        |
| 1935  | Spring Night              |                           |                                | Charles Arnt                          | Tatiana Tuttle                        |
| 1935  | Les Joies de la famille   | Man on the Flying Trapeze | Producteur délégué non crédité | W. C. Fields                          | Clyde Bruckman                        |
| 1935  | It's a Great Life         |                           |                                | Joe Morrison                          | Edward F. Cline                       |
| 1936  | Moscow Moods              |                           |                                | Yasha Bunchuk                         | Fred Waller                           |
| 1936  | Soupe au lait             | The Milky Way             | non crédité                    | Harold Lloyd                          | Leo McCarey                           |
| 1936  | Go West, Young Man        |                           | Producteur délégué             | Mae West                              | Henry Hathaway                        |
| 1937  | Place aux jeunes          | Make Way for Tomorrow     |                                | Victor Moore                          | Leo McCarey                           |
| 1937  | Âmes à la mer             | Souls at Sea              |                                | Gary Cooper                           | Henry Hathaway                        |
| 1938  | Le Professeur Schnock     | Professor Beware          | Producteur délégué             | Harold Lloyd                          | Elliott Nugent                        |

### Sources
Sauf mention contraire, les sources sont en français.
- (en) John N. Ingham, Biographical Dictionary of American Business Leaders, Greenwood Publishing Group, 1983 (ISBN 0-313-23910-X)
- Adolph Zukor et Dale Kramer, Le public n'a jamais tort, Corrêa, 1954
- John Douglas Eames, La Fabuleuse histoire de la Paramount, Octopus, 1985